# Hatesphere
Hatesphere ist eine dänische Thrash-/Death-Metal-Band. Sie wurde im Jahre 2000 von Mitgliedern der seit 1993 bestehenden Vorgängerband Necrosis gegründet. Sie erlangte schnell internationale Bekanntheit und tourte bereits mit Bands wie Testament, Kreator, Dark Tranquillity, Mnemic, Chimaira und Soilwork durch Europa. Auch auf bekannten Festivals wie dem Wacken Open Air spielte die Band bereits.

## Bandgeschichte
Die Geschichte von Hatesphere begann im Jahre 1993, als die drei Schulfreunde Jesper Moesgaard, Claus Nielsen und Frantz Dhin die Band Cauterized gründeten. Keines der Mitglieder hatte bereits Band-Erfahrungen, und anfangs beschränkten sie sich darauf, Lieder ihrer Lieblingsbands wie Slayer oder Sepultura nachzuspielen. Bereits nach kurzer Zeit änderten sie ihren Namen in Necrosis, und kurze Zeit später bekamen sie Verstärkung von Peter Lyse Hansen, der Gitarre spielte und die musikalischen Interessen der Band teilte.
Ihren ersten Live-Auftritt absolvierten sie 1994 bei einem Musikwettbewerb in Dänemark, auch wenn sie auf einem der letzten Plätze landeten, bekamen sie Lust auf mehr. Die Band fing an, eigene Songs zu schreiben, und 1995 veröffentlichten sie ihr erstes Demo Condemned Future.
Nach einigen Besetzungswechseln nahmen sie in den Jahren 1997 und 1998 zwei weitere Demos auf, Disconnected und Spring '98. Die Demo Spring '98 wurde zu einigen Labels gesendet, doch niemand zeigte Interesse. Bis auf Jacob Hansen, der neue Songs für einen Sampler seines Labels suchte. Zusammen mit Tue Madsen produzierten sie dann den Song Addicted Soul, der Jacob Hansen so sehr beeindruckte, dass er der Band einen Plattenvertrag mit seinem eigenen Label anbot.
Nach weiteren Besetzungswechseln, und einer Änderung des Bandnamens in Hatesphere, fingen sie dann im März 2000 zusammen mit Jacob Hansen mit den Aufnahmen für ihr Debütalbum Hatesphere an. Die Aufnahmen dauerten nur 11 Tage, und das Album konnte veröffentlicht werden. Doch aufgrund von Problemen musste Jacob Hansen sein Label schließen, und Hatesphere hatten zwar ihr Album fertig, aber kein Label, das es veröffentlichen wollte.
Nach zwei Shows zusammen mit Testament, Anathema und Mayhem zeigte jedoch das Label Scarlet Records Interesse an Hatesphere, und am 16. April 2001 wurde das Album veröffentlicht.
Statt einer ausgiebigen Tour folgten kleinere Einzelauftritte mit Paradise Lost, Anathema und Testament. Gleich danach machten sie sich auch schon an die Arbeit für das nächste Album Bloodred Hatred. Danach folgte dann endlich eine Tour mit The Haunted, Mastodon, und später auch mit Mnemic. Als Vorschau auf das nächste Album veröffentlichten sie Ende 2003 die EP Something Old, Something New, Something Borrowed and Something Black, die größtenteils aus Live-Tracks und Cover-Versionen besteht. Und schon 2004 erscheint das nächste Album, Ballet of the Brute, das wiederum eine ausgedehnte Tour und Auftritte auf diversen Festivals nach sich zieht.
Nach dem Auslaufen ihres Vertrages konnten sie dank ihrer Popularität in der Metalszene binnen kurzer Zeit einen Vertrag mit SPV schließen. Anfang 2005 erschien die EP The Killing EP auf dem Markt, als "Vorgeschmack" auf das kommende Album The Sickness Within. Im November 2006 ging Hatesphere mit Volbeat und Raunchy auf die "Danish Dynamite Tour". Am 27. April 2007 erschien ihr neues Album Serpent Smiles and Killer Eyes.
Am 17. September 2007 gaben Hatesphere bekannt, dass Jacob Bredahl, der lange Zeit parallel auch Sänger und Gitarrist von Barcode war, und die Band getrennte Wege gehen werden. Seinen Posten als Sänger übernahm daraufhin Jonathan Albrechtsen. Dieser ist auf dem 2009 erschienenen Album To the Nines zu hören und begleitete Hatesphere auf der offiziellen Tournee zu selbigem. Nachdem auch Albrechtsen im Februar 2010 die Band verlassen hatte, übernahm Esben "Esse" Hansen (As We Fight) die Position hinter dem Mikro. Mit Hansen wurde schließlich das Album The Great Bludgeoning aufgenommen, was am 21. September 2011 veröffentlicht worden ist.
Am 20. November 2015 folgte schließlich mit New Hell das neunte Album der dänischen Band, wobei auch eine umfangreiche Tournee durch Europa geplant ist.
Als Intro bei Live-Konzerten dient die von dem Filmkomponisten John Barry komponierte Titelmelodie der Serie Die 2.

## Diskografie

### Alben
- 2001: Hatesphere (Scarlet Records)
- 2002: Bloodred Hatred (Scarlet Records)
- 2004: Ballet of the Brute (Scarlet Records)
- 2005: The Sickness Within (Steamhammer)
- 2007: Serpent Smiles and Killer Eyes (Steamhammer)
- 2009: To The Nines (Napalm Records)
- 2011: The Great Bludgeoning (Napalm Records)
- 2013: Murderlust (Massacre Records)
- 2015: New Hell (Massacre Records)
- 2018: Reduced To Flesh (Scarlet Records)
- 2023: Hatred Reborn (Scarlet Records)

### EPs
- 2003: Something Old, Something New, Something Borrowed and Something Black (Scarlet Records)
- 2005: The Killing EP (Steamhammer)

### Demos
- 1995: Condemned Future
- 1997: Disconnected '97
- 1998: Spring '98

### Videoalben
- 2006: Sickness Within
- 2006: Reaper of Life
- 2007: Floating
- 2007: Drinking With the King of the Dead
- 2007: Forever War
- 2009: To the Nines
- 2012: Resurrect With A Vengeance
- 2015: Lines Crossed Lives Lost